# Kento Umeki
Kento Umeki (japanisch 梅木 絢都 Umeki Kento; * 20. November 1999 in der Präfektur Hyōgo) ist ein japanischer Fußballspieler.

## Karriere
Umeki erlernte das Fußballspielen in der Jugendmannschaft von Cerezo Osaka. Die U23-Mannschaft des Vereins spielte in der dritten Liga, der J3 League. Bereits als Jugendspieler absolvierte er zwei Drittligaspiele.